# توماش مادر
توماش مادر (انگلیسی: Tomáš Máder؛ زادهٔ ۱۸ آوریل ۱۹۷۴) قایقران کانو اهل جمهوری چک است.